# Anto Marinčić
Anto Marinčić (Čusto Brdo, Žepče, 22. studenoga 1954.), hrvatski je književnik, novinar i političar iz BiH. Piše romane, pjesme, kratke priče, dramske komade.

## Životopis
Rodio se u Čustom Brdu 1954. godine. Osnovnu školu pohađao je u Čustom Brdu i Maglaju. U Maglaju je završio srednju školu. Završio je za strojara visokotlačnih kotlova s automatskom, termičkom komandom (ATK) i parnih turbina. 
Sudjelovao je u Domovinskom ratu. Javni je, kulturni i politički djelatnik BiH Hrvata. Predsjedavao je OO HDZ-a u Maglaju, predsjednik OO-om HDZ-a Žepče. Bio je članom Središnjega odbora HDZ BiH, zastupnikom u skupštini Zeničko-dobojskoga kantona te zastupnikom u Domu naroda Parlamenta Federacije Bosne i Hercegovine. Politikom se je prestao baviti 2000. godine, nakon čega se bavi pisanjem. Piše za Hrvatsko slovo rubriku Iz bih bilježnice a od 2009. godine piše i za australski Hrvatski vjesnik.

## Književno stvaralaštvo
Djela su mu objavljena u Osvitu, Hrvatskoj riječi, Katoličkom tjedniku, Večernjem listu, Natronu, Unicepu, Radu, TIN-u i drugim listovima.
Pjesma "Jeka" mu je uvrštena temeljem natječaja Međunarodnoga instituta za književnost ERATO u knjigu najljepših lirskih pjesama. 
Njegov roman Rafaelo 5. je najčitaniji roman u Hrvatskoj listopada 2012. godine prema Hrvatskom knjižničarskom društvu.

## Scenariji
Surađivao je na scenariju HRT-ovog dokumentarnog filma Žepče na rijeci Bosni iz 1996. godine. Scenarist je BiH dokumentarnog filma Imal' igdje ljepšeg kraja?.

## Djela
- Općina Žepče ili ključ za funkcioniranje Federacije Bosne i Hercegovine, Ceres, Zagreb, 2000.
- Bosna i Hercegovina bijeda nerazumijevanja nerazumijevanje bijede, HKD Napredak–podružnica Vitez, Vitez, 2004.
- Državno-pravni ustroj BiH, (objavljeno u knjizi Nedamo te lijepa naša, Zborniku radova sa znanstvenog skupa Hrvati u BiH danas, Banja Luka, 4 – 6. ožujka 2011.)

Romani:
- S onu stranu, Ceres, Zagreb, 1997.
- Na izvoru strasti, HKD HUM, Mostar, 2005.
- Mudžahedinova žena, Matica hrvatskea, Split, 2007.,  (i scenarij za igrani film)
- Majstor iluzija, vl. naklada, 2010.
- Rafaelo, Društvo hrvatskih književnika Herceg Bosne, Mostar, 2012.

Kratke priče:
- Voda i kamen, 2002., (objavljena u "Hrvatskom narodnom godišnjaku", 2005.) (3. nagrada HKD Napredak)
- Mjesto do učitelja, (objavljena u "Hrvatskom narodnom godišnjaku", 2006.)
- Kad ćeš naučit?, zbirka kratkih priča, Društvo hrvatskih književnika Herceg Bosne, Mostar, 2009.

Dramski komadi:
- Upravljanje krizom, tragikomedija i scenarij za film